# 加藤ジーナ
加藤 ジーナ（かとう ジーナ、1996年7月18日 - ）は、日本の女性タレント。静岡県富士宮市出身。
イギリス人の父と日本人の母の間に生まれたハーフ。

## 略歴
- 1998年 - 芸能界デビュー。
- 2006年 - NHK教育『天才てれびくんMAX』にてれび戦士として4年間出演。
- 2011年 - 芸能活動を一部休止。
- 2013年 - 芸映に所属し、芸能活動を再開。2017年 - 2018年頃に退所。
- 2015年 - 横浜国立大学経営学部に合格[1][2]。
- 2019年 -アパレルブランド「miss gina」立ち上げ。
- 2021年 - 結婚。
- 2021年 - 2021年の「新語・流行語大賞」で「Z世代」受賞し登壇。

## 出演

### バラエティ
- 天才てれびくんMAX（2006年4月 - 2010年3月、NHK教育）てれび戦士
- テストの花道（2013年4月 - 2014年3月、NHK Eテレ）ベンブ部員
- 堀潤モーニングFLAG（2021年5月 - 、TOKYO MX）コメンテーター

### 映画
- ミラーマンREFLEX（2006年1月28日、バップ・ゼアリズエンタープライズ）マリス 役

### CM
- 双日、我孫子グランレジデンス
- 明治製菓、キシリッシュ〜Air Plane編〜
- ハックドラッグ
- THE 3RD PLANET
- 日本ランド
- フィレール西神南

### PV
- 星村麻衣「Stay With You」（2002年）
- 西野カナ「トリセツ」（2015年）